# Bryszlanica
Bryszlanica (bułg. Бръшляница) – wieś w północnej Bułgarii, w obwodzie Plewen, w gminie Plewen. Znajduje się w centralnej części północnej Bułgarii, 25 km od miasta Plewen w kierunku Dunaju.
W Bryszlanicy urodził się Aleksandyr Szałamanow, bułgarski piłkarz i narciarz.